# Anhof
Anhof er dannet i 1730 som en forpagtergård under Glorup Gods. Gården ligger i Svindinge Sogn i Nyborg Kommune. Hovedbygningen er opført i 1885 og ombygget i 1916.
Anhof Gods er på 206,2 hektar

## Ejere af Anhof
- (1730-1752) Christian Siegfried von Plessen
- (1752-1754) Slægten von Plessen
- (1754-1757) Christian Ludvig Otto von Wedel-Jarlsberg
- (1757-1762) Hans Riegelsen
- (1762-1793) Adam Gottlob Joachimsen lensgreve von Moltke
- (1793) Sophie Hedvig Raben gift von Moltke
- (1793-1851) Gebhard Adamsen greve von Moltke
- (1851-1876) Adam Gottlob greve von Moltke-Huitfeldt
- (1876-1892) Eliza Razumowska gift von Moltke-Huitfeldt
- (1892-1896) Gebhard Léon greve von Moltke-Huitfeldt
- (1896-1902) Marie Seebach gift von Moltke-Huitfeldt
- (1902-1916) Adam Gottlob Carl greve von Moltke-Huitfeldt
- (1916) Udstykningsforeningen For Sjælland Og Fyn Stifter
- (1916-1941) J. Villumsen
- (1941-1978) Harald C. Hoeck
- (1978-) Henrik Hoeck

55°13′13″N 10°43′32″Ø / 55.22028°N 10.72556°Ø
|  | Denne artikel om en bygning eller et bygningsværk kan blive bedre, hvis der indsættes et (bedre) billede. Du kan hjælpe ved at afsøge Wikimedia Commons for et passende billede eller lægge et op på Wikimedia Commons med en af de tilladte licenser og indsætte det i artiklen. |